# Olimpijskie Centrum Wodne w Saint-Denis
Olimpijskie Centrum Wodne – kryty obiekt pływacki położony w miejscowości Saint-Denis, w północno-wschodniej części aglomeracji paryskiej.
Koncepcja wybudowania centrum wodnego w okolicach Paryża istniała od 2005 roku, gdy miasto Aubervilliers brane było pod uwagę jako lokalizacja nowego obiektu, w przypadku gdyby Paryż otrzymał możliwość organizacji Letnich Igrzysk Olimpijskich 2012.
W czerwcu 2016 grupa robocza działająca przy komitecie organizacyjnym Letnich Igrzysk Olimpijskich 2024 wybrała miejscowość Saint-Denis na miejsce budowy nowego obiektu. Centrum Wodne powstało na przeciwko Stade de France, na terenie na którym znajdowało się centrum badawcze firmy Engie.
Budowa rozpoczęła się 15 listopada 2021, a ceremonia wmurowania kamienia węgielnego odbyła się przy udziale Premiera Francji Jeana Castexa. Projektem budowy Olimpijskiego Centrum Wodnego oraz kładki łączącej obiekt z Stade de France zarządzała Metropolia Wielkiego Paryża, a zaplanowany koszt budowy wynosił blisko 70 milionów euro. 4 kwietnia 2024, przy udziale Prezydenta Francji Emmanuela Macrona, oficjalnie otwarto nowy obiekt, w którym podczas Letnich Igrzysk Olimpijskich 2024 odbędą się konkurencje pływania synchronicznego, skoków do wody i piłki wodnej. Ostatecznie budowa Olimpijskiego Centrum Wodnego oraz kładki dla pieszych kosztowała 188 milionów euro.

## Konfiguracja wewnętrzna
Podczas igrzysk olimpijskich Olimpijskie Centrum Wodne będzie musiało spełnić warunki MKOl, dotyczące rozgrywania zawodów, w związku z tym na czas igrzysk w obiekcie znajdzie się:
- 70-metrowy basen
- cztery inne baseny, w tym do skoków do wody
- 5000 miejsc siedzących
- tymczasowy basen rozgrzewkowy o długości 50 metrów.

Po igrzyskach, obiekt zostanie zmodyfikowany na potrzeby mieszkańców oraz klubów sportowych i zostanie oficjalnie otwarty w czerwcu 2025.

## Komunikacja
W pobliżu Olimpijskiego Centrum Wodnego w Saint-Denis przebiegają trasy komunikacyjne:
- Autostrada A1 oraz autostrada A86(inne języki)
- Linie RER: B i D
- Linie metra: 13 i 14, a także planowane: 15, 16, 17
- Linie tramwajowe: T8